# Sítio arqueológico da Quitéria
O Sítio arqueológico da Quitéria é uma antiga necrópole da Idade do Bronze, situada no concelho de Sines, na região do Alentejo, em Portugal.

## Descrição e história
Situa-se num planície no sopé da encosta Sul das colinas dos Chãos de Sines, numa área sem condições de defesa natural. Faz parte de um conjunto de vários sítios arqueológicos na área meridional do concelho, que também inclui os da Palmeirinha e do Pessegueiro, onde foram encontrados os mais antigos vestígios de ocupação na zona de Sines.
Consiste numa necrópole de cistas da Idade do Bronze, e numa povoação que lhe estava associada. Estas sepulturas, de planta sensivelmente rectangular, e eram constituídas por quatro esteios em xisto, e com cobertura em tampa, tendo no seu interior um vaso de cerâmica. Estavam organizadas em forma de favo, testemunhando que a sociedade ainda obedecia a uma ordem hierárquica firmada no parentesco entre os seus membros. O povoado, situado a alguns metros de distância da necrópole, era provavelmente composta por várias estruturas da tipologia de cabanas, utilizando materiais perecíveis. A reduzida distância entre os núcleos funerário e residencial demonstra uma variação radical em relação aos sítios arqueológicos da época anterior à Idade do Bronze, conhecida como calcolítico, durante a qual verificava-se normalmente um grande afastamento entre ambos os espaços, considerados como mundos separados dos vivos e dos mortos.
O espólio inclui fragmentos de vasos cerâmicos com decoração, e uma peça metálica.
Em 2015 o local foi alvo de trabalhos arqueológicos, no âmbito do programa de ampliação da Pedreira de Monte Chãos.